# Neohydrocoptus rufulus
Neohydrocoptus rufulus là một loài bọ cánh cứng trong họ Noteridae. Loài này được Motschulsky miêu tả khoa học đầu tiên năm 1859.